# 엘프리드 페이튼

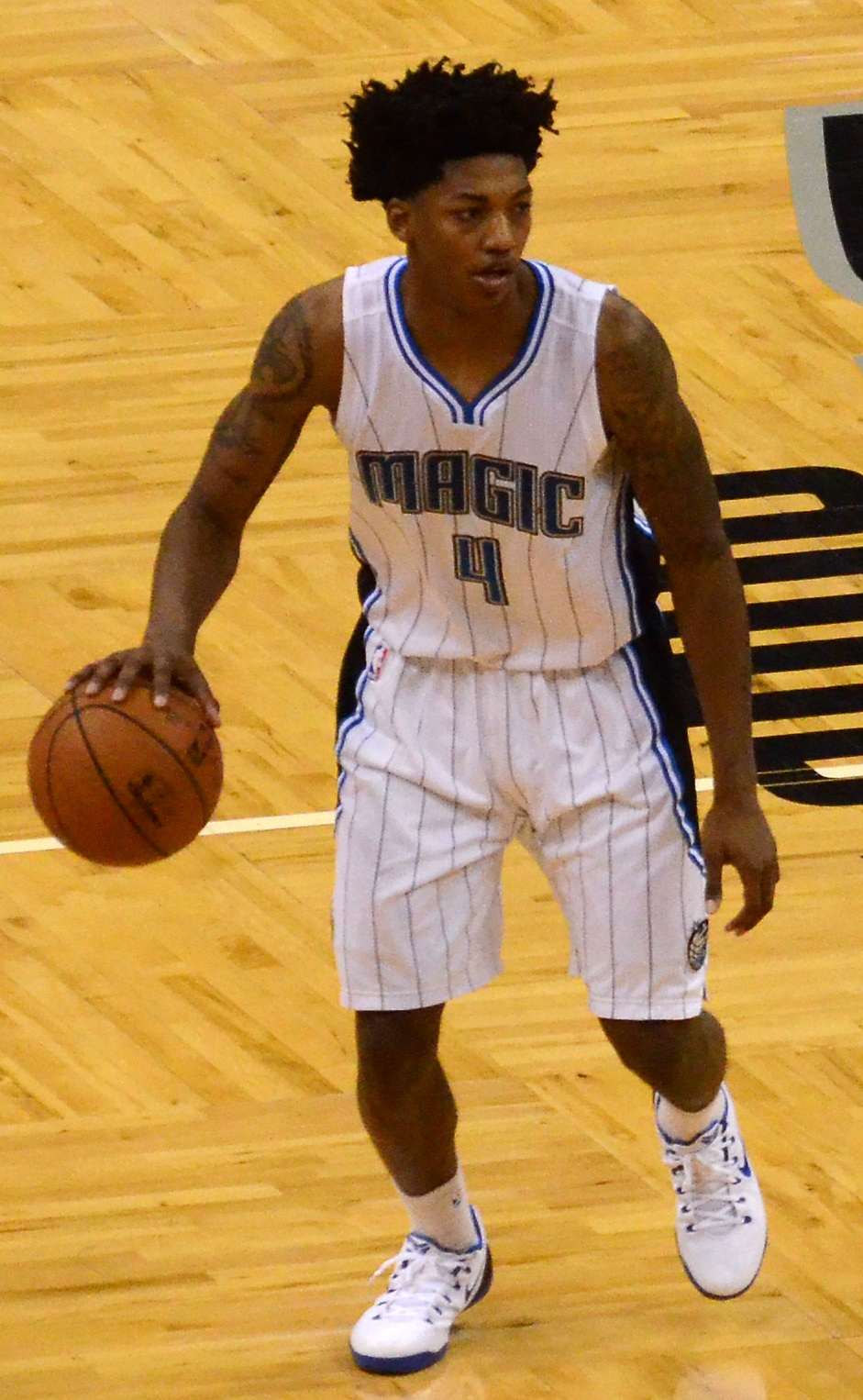

엘프리드 페이튼(Elfrid Payton, 본명: Elfrid Payton Jr., 1994년 2월 22일 ~ )는 NBA G 리그의 인디애나 매드 앤츠 소속의 미국 프로 농구 선수이다. 루이지애나 대학교 라피엣에서 대학 농구를 했으며, 2014년에는 올해의 국립 대학 수비 선수로 레프티 드리셀 상(Lefty Driesell Award)을 수상했다. 페이튼은 2014년 NBA 드래프트에서 전체 10순위로 필라델피아 세븐티식서스에 지명됐으나 이후 올랜도 매직으로 트레이드됐다.

## 프로 경력
- 올랜도 매직(2014~2018)
- 피닉스 선즈(2018)
- 뉴올리언스 펠리컨스 (2018-2019)
- 뉴욕 닉스 (2019-2021)
- 피닉스로 복귀(2021~2022)
- 포트 웨인 매드 앤츠(2023)
- 오소스 데 마나티 (2023)
- 인디애나 매드 앤츠(2023~현재)